# 卡斯特爾山

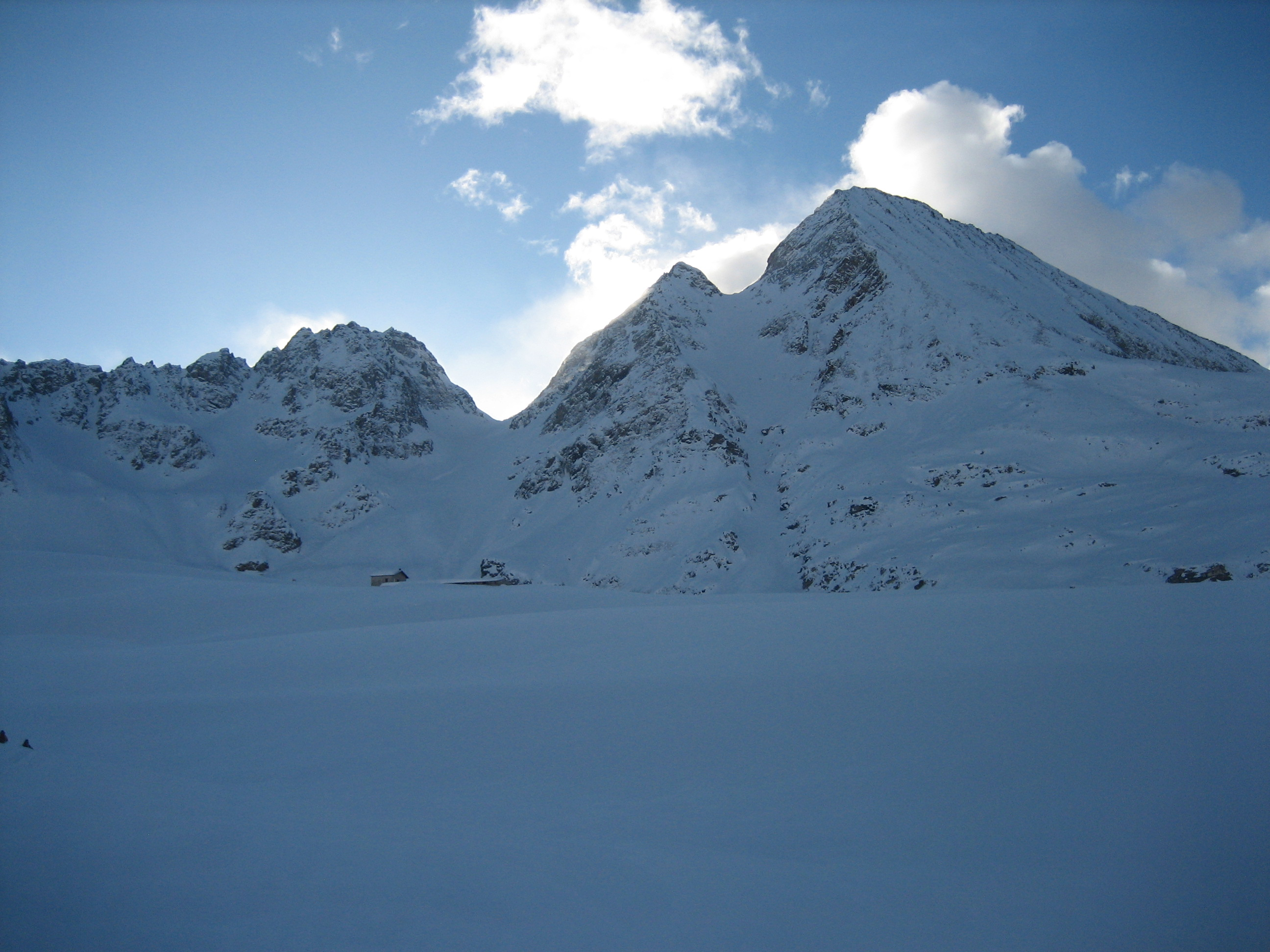

46°25′20″N 8°27′27″E / 46.422259°N 8.457548°E
卡斯特爾山（義大利語：Punta del Castel），是中歐的山峰，位於意大利和瑞士接壤的邊境，屬於提契諾阿爾卑斯山脈的一部分，海拔高度3,128米，每年平均降雨量2,204毫米。